# Liste der Einträge im National Register of Historic Places im Fresno County

Lage des Fresno County in Kalifornien

Die Liste der Einträge im National Register of Historic Places im Fresno County in Kalifornien führt die Bauwerke und historischen Stätten im Fresno County auf, die in das National Register of Historic Places aufgenommen wurden.
Derzeit finden sich 43 Einträge als Historic Places, davon ein National Historic Landmark.

## Auflistung
| [ 2 ] | Name                                             | Bild                                             | Eintragsdatum                 | Lage | Ort                   | Beschreibung |
| ----- | ------------------------------------------------ | ------------------------------------------------ | ----------------------------- | --- | --------------------- | ------------ |
| 1     | Bank of Italy                                    | Bank of Italy                                    | 29. Okt. 1982 ID-Nr. 82000963 | 1015 Fulton Mall 36° 44′ 2″ N, 119° 47′ 22″ W                                                           | Fresno                |              |
| 2     | Ben Gefvert Ranch Historic District              | Ben Gefvert Ranch Historic District              | 7. Jan. 2011 ID-Nr. 10001117  | 4770 W. Whites Bridge Rd. 36° 44′ 7″ N, 119° 51′ 36″ W                                                  | Fresno                |              |
| 3     | Big Creek Hydroelectric System Historic District | Big Creek Hydroelectric System Historic District | 26. Juli 2016 ID-Nr. 16000468 | Etwa zwischen Big Creek bis Northern Los Angeles 37° 19′ 23″ N, 119° 18′ 58″ W                          | Big Creek             |              |
| 4     | Birdwell Rock Petroglyph Site                    | Birdwell Rock Petroglyph Site                    | 12. März 2003 ID-Nr. 03000117 | Adresse nicht veröffentlicht                                                                            | Coalinga              |              |
| 5     | H. H. Brix Mansion                               | H. H. Brix Mansion                               | 15. Sep. 1983 ID-Nr. 83001178 | 2844 Fresno St. 36° 44′ 31″ N, 119° 46′ 56″ W                                                           | Fresno                |              |
| 6     | Coalinga Polk Street School                      | Coalinga Polk Street School                      | 6. Mai 1982 ID-Nr. 82002175   | S. 5th und E. Polk Sts. 36° 8′ 11″ N, 120° 21′ 15″ W                                                    | Coalinga              |              |
| 7     | Dinkey Creek Bridge                              | Dinkey Creek Bridge                              | 5. Sep. 1996 ID-Nr. 96000911  | Abfahrt Dinkey Creek Rd., westlich vom Camp Fresno, Sierra National Forest 37° 4′ 1,9″ N, 119° 9′ 14″ W | Dinkey Creek          |              |
| 8     | Einstein House                                   | Einstein House                                   | 31. Jan. 1978 ID-Nr. 78000662 | 1600 M St. 36° 44′ 33″ N, 119° 47′ 34″ W                                                                | Fresno                |              |
| 9     | Forestiere Underground Gardens                   | Forestiere Underground Gardens                   | 28. Okt. 1977 ID-Nr. 77000293 | 5021 W. Shaw Ave. 36° 48′ 26″ N, 119° 52′ 51″ W                                                         | Fresno                |              |
| 10    | Fresno Bee Building                              | Fresno Bee Building                              | 1. Nov. 1982 ID-Nr. 82000964  | 1555 Van Ness Ave. 36° 44′ 25″ N, 119° 47′ 41″ W                                                        | Fresno                |              |
| 11    | Fresno Brewing Company Office and Warehouse      | Fresno Brewing Company Office and Warehouse      | 5. Jan. 1984 ID-Nr. 84000773  | 100 M St. 36° 43′ 38″ N, 119° 46′ 32″ W                                                                 | Fresno                |              |
| 12    | Fresno County Hall of Records                    | Fresno County Hall of Records                    | 22. Dez. 2011 ID-Nr. 11000932 | 2281 Tulare St. 36° 44′ 9,6″ N, 119° 47′ 14,3″ W                                                        | Fresno                |              |
| 13    | Fresno Memorial Auditorium                       | Fresno Memorial Auditorium                       | 10. Mai 1994 ID-Nr. 94000427  | 2425 Fresno St. 36° 44′ 23″ N, 119° 47′ 15″ W                                                           | Fresno                |              |
| 14    | Fresno Republican Printery Building              | Fresno Republican Printery Building              | 2. Jan. 1979 ID-Nr. 79000474  | 2130 Kern St. 36° 44′ 1″ N, 119° 47′ 11″ W                                                              | Fresno                |              |
| 15    | Fresno Sanitary Landfill                         | Fresno Sanitary Landfill                         | 7. Aug. 2001 ID-Nr. 01001050  | West und Jensen Aves. 36° 42′ 24,3″ N, 119° 49′ 36,9″ W                                                 | Fresno                |              |
| 16    | Gamlin Cabin                                     | Gamlin Cabin                                     | 8. März 1977 ID-Nr. 77000123  | Nordwestlich von Wilsonia 36° 44′ 56″ N, 118° 58′ 13″ W                                                 | Wilsonia              |              |
| 17    | Holy Trinity Armenian Apostolic Church           | Holy Trinity Armenian Apostolic Church           | 31. Juli 1986 ID-Nr. 86002097 | 2226 Ventura St. 36° 43′ 54″ N, 119° 46′ 54″ W                                                          | Fresno                |              |
| 18    | Hotel Californian                                | Hotel Californian                                | 21. Apr. 2004 ID-Nr. 04000333 | 851 Van Ness Ave. 36° 44′ 3″ N, 119° 47′ 17″ W                                                          | Fresno                |              |
| 19    | M. Theo Kearney Park and Mansion                 | M. Theo Kearney Park and Mansion                 | 13. März 1975 ID-Nr. 75000426 | 7160 Kearney Blvd. 36° 43′ 32″ N, 119° 55′ 4″ W                                                         | Fresno                |              |
| 20    | Paul Kindler House                               | Paul Kindler House                               | 29. Okt. 1982 ID-Nr. 82000965 | 1520 E. Olive Ave. 36° 45′ 26″ N, 119° 47′ 27″ W                                                        | Fresno                |              |
| 21    | Knapp Cabin                                      | Knapp Cabin                                      | 20. Dez. 1978 ID-Nr. 78000291 | Westlich von Cedar Grove im Kings Canyon National Park 36° 47′ 2″ N, 118° 38′ 9″ W                      | Cedar Grove           |              |
| 22    | Maubridge Apartments                             | Maubridge Apartments                             | 6. Mai 1982 ID-Nr. 82002176   | 2344 Tulare St. 36° 44′ 12″ N, 119° 47′ 7″ W                                                            | Fresno                |              |
| 23    | Meux House                                       | Meux House                                       | 13. Jan. 1975 ID-Nr. 75000427 | 1007 R St. 36° 44′ 23″ N, 119° 46′ 53″ W                                                                | Fresno                |              |
| 24    | John Muir Memorial Shelter                       | John Muir Memorial Shelter                       | 15. Aug. 2016 ID-Nr. 16000576 | an einem hohen Punkt des Muir Pass im Kings Canyon National Park 37° 6′ 43,3″ N, 118° 40′ 15,3″ W       | Grant Cove (Umgebung) |              |
| 25    | Old Administration Building, Fresno City College | Old Administration Building, Fresno City College | 1. Mai 1974 ID-Nr. 74000510   | 1101 University Ave. 36° 46′ 4″ N, 119° 47′ 51″ W                                                       | Fresno                |              |
| 26    | Old Fresno Water Tower                           | weitere Bilder                                   | 14. Okt. 1971 ID-Nr. 71000139 | 2444 Fresno St. 36° 44′ 21″ N, 119° 47′ 11″ W                                                           | Fresno                |              |
| 27    | Orange Cove Santa Fe Railway Depot               | Orange Cove Santa Fe Railway Depot               | 29. Aug. 1978 ID-Nr. 78000668 | 633 E. Railroad Ave. 36° 37′ 23″ N, 119° 18′ 42″ W                                                      | Orange Cove           |              |
| 28    | Alexander Pantages Theater                       | weitere Bilder                                   | 23. Feb. 1978 ID-Nr. 78000663 | 1400 Fulton St. 36° 44′ 17″ N, 119° 47′ 40″ W                                                           | Fresno                |              |
| 29    | Physicians Building                              | Physicians Building                              | 20. Nov. 1978 ID-Nr. 78000664 | 2607 Fresno St. 36° 44′ 26″ N, 119° 47′ 6″ W                                                            | Fresno                |              |
| 30    | Reedley National Bank                            | Reedley National Bank                            | 28. Feb. 1985 ID-Nr. 85000352 | 1100 G St. 36° 35′ 47″ N, 119° 26′ 58″ W                                                                | Reedley               |              |
| 31    | Reedley Opera House Complex                      | Reedley Opera House Complex                      | 5. Apr. 1984 ID-Nr. 84000774  | 10th and G Sts. 36° 35′ 49″ N, 119° 27′ 3″ W                                                            | Reedley               |              |
| 32    | Rehorn House                                     | Rehorn House                                     | 8. Jan. 1982 ID-Nr. 82002177  | 1050 S St. 36° 44′ 29″ N, 119° 46′ 50″ W                                                                | Fresno                |              |
| 33    | Frank Romain House                               | Frank Romain House                               | 11. Jan. 1982 ID-Nr. 82002178 | 2055 San Joaquin St. 36° 44′ 30″ N, 119° 47′ 46″ W                                                      | Fresno                |              |
| 34    | San Joaquin Light & Power Corporation Building   | weitere Bilder                                   | 3. Jan. 2006 ID-Nr. 05001497  | 1401 Fulton St. 36° 44′ 13″ N, 119° 47′ 41″ W                                                           | Fresno                |              |
| 35    | Santa Fe Hotel                                   | Santa Fe Hotel                                   | 14. März 1991 ID-Nr. 91000287 | 935 Santa Fe Ave. 36° 44′ 16″ N, 119° 46′ 56″ W                                                         | Fresno                |              |
| 36    | Santa Fe Passenger Depot                         | weitere Bilder                                   | 7. Nov. 1976 ID-Nr. 76000482  | 2650 Tulare St. 36° 44′ 18″ N, 119° 46′ 55″ W                                                           | Fresno                |              |
| 37    | Shorty Lovelace Historic District                | Shorty Lovelace Historic District                | 31. Jan. 1978 ID-Nr. 78000293 | Östlich von Pinehurst im Kings Canyon National Park 36° 44′ 26″ N, 118° 31′ 3″ W                        | Pinehurst             |              |
| 38    | Southern Pacific Passenger Depot                 | Southern Pacific Passenger Depot                 | 21. März 1978 ID-Nr. 78000665 | 1033 H St. 36° 43′ 57″ N, 119° 47′ 33″ W                                                                | Fresno                |              |
| 39    | Stoner House                                     |                                                  | 17. Okt. 1985 ID-Nr. 85003145 | 21143 E. Welson Ave. 36° 45′ 57″ N, 119° 24′ 26″ W                                                      | Sanget                |              |
| 40    | Tower Theatre                                    | weitere Bilder                                   | 24. Sep. 1992 ID-Nr. 92001276 | 1201 N. Wishon Ave. 36° 45′ 28,4″ N, 119° 48′ 5″ W                                                      | Fresno                |              |
| 41    | Twining Laboratories                             | Twining Laboratories                             | 26. März 1991 ID-Nr. 91000308 | 2527 Fresno St. 36° 45′ 29″ N, 119° 47′ 12″ W                                                           | Fresno                |              |
| 42    | Warehouse Row                                    | Warehouse Row                                    | 24. März 1978 ID-Nr. 78000666 | 722, 744, and 764 P St. 36° 44′ 10″ N, 119° 46′ 40″ W                                                   | Fresno                |              |
| 43    | Y.W.C.A. Building                                | Y.W.C.A. Building                                | 21. Sep. 1978 ID-Nr. 78000667 | 1660 M St. 36° 44′ 35″ N, 119° 47′ 35″ W                                                                | Fresno                |              |